# Phala Sönam Gyalpo
Phala Sönam Gyalpo (tibétain : ཕ་ལྷ་བསོད་ནམས་རྒྱལ་པོ་, Wylie : pha lha bsod nams rgyal po) est un homme politique tibétain. Il est Kalön du Kashag de 1834 à 1843.